# Urmia-Molch
Der Urmia-Molch (Neurergus crocatus) ist eine Salamander-Art aus der Gattung Neurergus, die im Iran, im Irak und in der Türkei vorkommt. Im Iran galt er 150 Jahre als verschollen.

## Merkmale
Mit einer Gesamtlänge von 15 bis 17 cm ist der Urmia-Molch ein mittelgroßer bis großer, schlanker Salamander. Die Weibchen sind etwas länger als die Männchen. Der abgeflachte Kopf ist länger als breit. Die Schnauze ist gerundet. Die Ohrdrüsen sind nicht vorstehend. Kiemenfalten sind vorhanden. Der Rumpf ist fast rund, eher schlank, ohne Rückenkamm, aber mit leichter Wirbelsäulenvertiefung. Die Lungen sind reduziert. Die Schwanzlänge entspricht in etwa der Kopf-Rumpf-Länge. Der Schwanz ist an der Basis gerundet und seitlich zur Spitze hin abgeflacht. Die Schwanzspitze ist stumpf. Die dorsalen und ventralen Schwanzflossen sind mäßig entwickelt, wobei die dorsalen Schwanzflossen, besonders in der Brutzeit, etwas höher sind. Die gut entwickelten Gliedmaßen überlappen weitgehend beim anliegen. Die Rückenhaut ist körnig und faltig, mit kleinen, vereinzelten Warzen. Die Hintergliedmaßen sind bei beiden Geschlechtern dicker als die Vordergliedmaßen. Die Zehen und Finger sind dick und flach. Die Haut der Oberseite ist granuliert und faltig, mit verstreuten kleinen Warzen. In der terrestrischen Phase ist die Haut trocken und rau, nicht glänzend wie bei der Gattung Salamandra. Die Unterseite ist glatt. Die Färbung der Oberseite ist dunkelbraun bis schwarz mit gelben, runden, unregelmäßigen Flecken. Ähnliche Flecken befinden sich an Schwanzseiten. Die Unterseite ist beim Männchen orange-rot, beim Weibchen gelblich. Die Kloake ist beim Männchen halbrund, während der Fortpflanzungszeit geschwollen, mit einem Längsschlitz. Die Kloake beim Weibchen ist kegelförmig mit abgerundeter Öffnung und hervorstehend. Die Flecken entlang des Schwanzes entwickeln beim Männchen keine silber-blaue Färbung, wie bei Neurergus strauchii. Allerdings weist der Urmia-Molch während der Brutsaison einen eigenen Sexualdimorphismus hinsichtlich der Farbmusterung auf: Männchen können einige große, intensiv weiße und glänzende Punkte am Schwanz haben, die in einer einzigen Linie angeordnet sind.
Derzeit sind keine Unterarten anerkannt, aber es gibt drei deutlich unterscheidbare Farbmorphen, deren taxonomischer Status noch zu klären ist.

## Verbreitung und Lebensraum
Der Urmia-Molch kommt in den Bergen westlich des Urmia-Sees im Nordwesten des Iran, in Südostanatolien in der Türkei und in der kurdischen Region des Nordirak vor. Diese Art bewohnt aus Quellen gespeiste Tümpel und Gebirgsbäche in Tälern mit oder ohne Schattenwurf der Vegetation zwischen 500 und 1500 m Höhe.

## Paarungs- und Fortpflanzungsverhalten
Das Paarungs- und Fortpflanzungsverhalten wurde an in Gefangenschaft gehaltenen Exemplaren untersucht, die aus Akrê im Nordirak stammen. Das Männchen nimmt eine Position vor dem Weibchen ein, von wo aus es seinen Schwanz in Richtung der Schnauze fächert. Das Weibchen signalisiert, dass es empfängnisbereit ist, indem es sich auf das Männchen zubewegt. Das Männchen macht einige Schritte rückwärts, wendet sich dann vom Weibchen ab und kriecht vor ihm her, wobei sein Schwanz wellenförmige Bewegungen macht. Das Weibchen folgt ihm, wobei es seinen Schwanz berührt. Das Männchen deponiert eine Spermatophore, bewegt sich vorwärts und macht eine 90º-Drehung, wodurch es in eine Position zurückkehrt, die senkrecht zum Körper des Weibchens steht. Es bremst das Weibchen an einem Punkt, an dem sich ihre Kloake über der Stelle befindet, an der die Spermatophore deponiert wurde. Dieses Balzverhalten ist ähnlich wie bei den Arten Neurergus strauchii und Neurergus kaiseri sowie bei den kleinen europäischen Teichmolchen und bei den asiatischen Gattungen Cynops, Pachytriton und Paramesotriton.
Die Laichzeit erfolgt von März bis April. Die Gelege umfassen durchschnittlich 150 bis 200 Eier, die auf der Unterseite von Flusssteinen in Gebirgsbächen abgelegt werden. Der Herpetologe Jürgen Fleck berichtete 2012 über einen Fall von 350 Eiern. Die Geleekapsel hat einen Durchmesser von ca. 6 bis 9 mm und der Embryo hat einen Durchmesser von 1,5 bis 2,0 mm. Die Eier sind zu einer Geleeschnur verbunden. Bei Wassertemperaturen von durchschnittlich 16 °C schlüpfen die Larven nach 25 bis 27 Tagen bei einer Länge von 11 mm oder 13 bis 14 mm Die Larven haben eine schlanke Körperform. Die dorsale Schwanzfinne reicht gut bis zur Körpermitte. Die Schwanzspitze ist gerundet. Die Kiemen sind kurz. Jüngere Larven sind hellgrau mit unregelmäßigen schwarzen Flecken, ältere Larven haben unregelmäßige, große, helle Flecken. Die Bauchfarbe ist gleichmäßig hell. Der Schwanz der älteren Larven ist mehr oder weniger deutlich pigmentiert. Die Metamorphose findet nach je nach Literaturangabe nach 4 beziehungsweise 5 bis 6 Monaten bei einer Länge von 60 bis 70 mm statt. Das Wachstum ist langsam und die Geschlechtsreife wird bei Tieren in Gefangenschaft nach 4 bis 5 Jahren erreicht. In einer Studie über die Altersstruktur einer Zuchtpopulation in der Türkei, wurden Lebensspannen von 5 bis 14 Jahren bei den Männchen und von 8 bis 17 Jahren bei den Weibchen dokumentiert.

## Status
Die IUCN klassifiziert den Urmia-Molch als „gefährdet“ (vulnerable). Über diese Art ist sehr wenig bekannt. Es ist wahrscheinlich, dass sie relativ anfällig für Habitatveränderungen, Verschmutzung und Dürre ist. In der Türkei ist der Bau mehrerer Dämme innerhalb des Verbreitungsgebiets der Art geplant. Es wird erwartet, dass sich das Verbreitungsgebiet in der Türkei in den nächsten 10 Jahren erheblich verändert, und es ist davon auszugehen, dass die Art von diesen Veränderungen betroffen sein wird.